# Lopha
Genre
Synonymes
- Alectryonia Fischer von Waldheim, 1807

Lopha est un genre de mollusques bivalves de la famille des Ostreidae (les « huîtres »).

## Liste des espèces
Selon World Register of Marine Species (16 aout 2025) :
- Lopha cristagalli (Linnaeus, 1758) - « Huître crête de coq »

Selon BioLib (16 aout 2025) :
- Lopha affinis Sowerby, 1871
- Lopha capsa Fischer von Waldheim, 1808
- Lopha chemnitzii Hanley, 1846
- Lopha cristagalli (C. Linnaeus, 1758)
- Lopha frons C. Linnaeus, 1758 (=Dendostrea frons selon WoRMS)
- Lopha imbricata J. B. Lamarck, 1819
- Lopha marshii (Sowerby, 1914) †

## Espèces fossiles
- Lopha gregarea, de l'Oxfordien (-160  millions d'années)
- Lopha marshii  (Sowerby, 1914), du Bajocien (-170  millions d'années)